# ヘイル、シーザー!
『ヘイル、シーザー!』（原題：Hail, Caesar!）は、2016年公開の。コーエン兄弟監督のコメディ映画。

## あらすじ
1950年代、ハリウッド。エディ・マニックスは早朝から若い女優の契約違反を尾行し、警察の追求から逃れさせる。彼は、映画スタジオ内外で起こるどんなトラブルにも対応する汚れ仕事請負人だった。朝、教会で懺悔するところから、彼の一日は始まる。
テレビの台頭に危機感を抱いたキャピトル（Capitol）・ピクチャーズ社は、命運をかけた歴史スペクタクル超大作映画『ヘイル、シーザー! -キリストの物語-』の製作に乗り出している。撮影にはトラブルが続発。エディはカトリック、プロテスタント、ユダヤ教、正教の宗教者たちと、宗教的見地から内容に問題が無いか会議をしていた。問題はキリスト役で、宗教者の反発も強く、また予定されるホッカイザ―はフォックスに移籍する予定だった。一方、水中バレエ映画スターのディアナは未婚のまま妊娠し、西部劇のスター俳優ホビーはロマンス映画『我らは踊る』に抜擢されるが演技と発音が問題となる。そしてエディも、問題解決能力を買われロッキード社からのヘッドハントを受けていた。
そんな中、主演オトロカス役のベアード・ウィットロックが何者かに誘拐されるという大事件が発生する。エディは事件解決に向けて極秘裏に動き出す。海辺の邸宅で目を覚ましたベアードは、誘拐犯の会議に顔を出してしまうが、彼らは共産主義思想を隠さない。
ベアード抜きで撮影は進められ、そこに10万ドルの身代金を要求する脅迫状が届けられる。ゴシップ記者ソーラは、ベアードの同性愛スキャンダル記事を書くと話すが、エディは逆にホビーの熱愛記事のネタを提供する。ソーラの妹でやはり、ゴシップ記者のセサリーは、誘拐を聞きつけて記事に書くと話す。エディは彼女たちに決して真実を明かさず、明日の記事に載せないよう誘導する。事務所に戻り現金をカバンに詰めながら、エディはホビーに誘拐事件を打ち明けると、ホビーはエキストラを怪しむ。
エディはバート主演の『Singin' Dinghy』が撮影中のスタジオに行き、ディアナのお腹の子の父である監督のアーンを説得しようとするが、彼には妻子がいた。エディは穏便に出産させようと一計を案じる。その頃、誘拐犯たちはベアードに自分たちの共産主義思想を語って聞かせ、ベアードなりに彼らの思想を受け入れる。一方、撮影スタッフたちも怪しいエキストラを突き止める。
その夜、ホビーは会社からの指示で、女優のカーロッタを伴って自らの主演映画『ものぐさなお月様』の試写会へ赴く。その頃、同じ街のジョー・シルヴァーマンの事務所で話し合いが行われ、ジョーがディアナの産む子の里親となり、その後、彼女が養子として引き取ることでまとまった。一方、ホビーはカーロッタとの食事の席で、10万ドルの入ったカバンを目撃し、持ち去った男：バートを追跡する。ホビーはくつろぐベアードを見つけると、連れ帰る。バートと共産主義者たちはカッターで海に漕ぎ出すと、ソ連の潜水艦が現れる。バートは潜水艦に迎えられるが、10万ドルのカバンは取り落としてしまう。
翌朝、何事もなかったように戻り、すっかり共産主義に毒されたベアードは、エディに対し「資本論」（Capital）はあらゆる分野に通じると熱弁する。エディは平手打ちし、我に返させるとベアードを褒めて煽ててスタジオへ向かわせる。エディは秘書からディアナがジョーと結婚することになったと報告を受け、さらにソーラに対する口止めも成功する。
エディは27時間ぶりに懺悔するが、結局いらだってしまう。そして、いつもと同様に、エディの一日は始まるのだった。
エンドロールでは、初めにソ連の軍歌が流れる。

## キャスト
※括弧内は日本語吹替
- エディ・マニックス - ジョシュ・ブローリン（高瀬右光）
- ベアード・ウィットロック - ジョージ・クルーニー（小山力也）
- ホビー・ドイル - オールデン・エアエンライク（川田紳司）
- ローレンス・ローレンツ - レイフ・ファインズ（仲野裕）
- ジョー・シルヴァーマン - ジョナ・ヒル（あべそういち）
- ディアナ・モラン - スカーレット・ヨハンソン（佐古真弓）
- C・C・カルフーン - フランシス・マクドーマンド（伊沢磨紀）
- ソーラ・サッカー / セサリー・サッカー - ティルダ・スウィントン（山像かおり）
- バート・ガーニー - チャニング・テイタム（滝知史）
- コニー・マニックス - アリソン・ピル
- アーン・セスラム - クリストファー・ランバート（仲野裕）
- ナタリー - ヘザー・ゴールデンハーシュ（茜部真弓）
- ヘルベルト・マルクーゼ：ジョン・ブラサル（辻親八）
- ジョン・ハワード（共産主義者の脚本家のリーダー）- マックス・ベーカー（塾一久）
- ベネディクト（共産主義者の脚本家）- パトリック・フィッシュラー
- フレッド（共産主義者の脚本家）- フレッド・メラメッド
- 共産主義者の脚本家 - デヴィッド・クラムホルツ
- 共産主義者の脚本家 - フィッシャー・スティーヴンス
- 共産主義者の脚本家 - アレックス・カルポフスキ
- 共産主義者の脚本家 - グレッグ・ボールドウィン
- ラビ - ロバート・ピカード （水野龍司）
- カトリックの神父 - アラン・ハーヴェイ（玉野井直樹）
- 東方正教会の牧師 - Aramazd Stepanian（北川勝博）
- カダヒー（ロッキード社の代理人） - イアン・ブラックマン（楠見尚己）
- 「ヘイル、シーザー!」の出演者 - クランシー・ブラウン（仲野裕）
- エキストラ - ウェイン・ナイト
- アシスタント・ディレクター - カイル・ボーンハイマー
- 「ヘイル、シーザー!」のプロデューサー - ロバート・トレバー（浦山迅）
- ソ連潜水艦の艦長 - ドルフ・ラングレン
- ナレーター - マイケル・ガンボン（玉野井直樹）

日本語吹替その他出演：宮本克哉、宮本崇弘、坂詰貴之、下池沙知、原陽三、堀越富三郎、、やまむらいさと、中村章吾、立岡耕造、藤高智大、水神のりこ、御沓優子、廣田悠美、千田美智子
日本語版制作スタッフ 演出：向山宏志、翻訳：堀江真理、制作：東北新社

## 受賞
| 年   | 映画賞                      | 賞           | 対象 | 結果   | 出典  |
| ---- | --------------------------- | ------------ | ---- | ------ | ----- |
| 2017 | 第21回美術監督組合（ADC賞） | 時代映画部門 |      | 未決定 | [ 6 ] |

## 制作背景
映画の舞台は1951年だが、この少し前にパラマウント・MGM・ワーナー・RKO・20世紀FOXのメジャー映画会社5社に対するパラマウント訴訟により、独占禁止法に触れるとする判決が出され、各社とも自社で抑えていた映画館を手放すことになる。またテレビの登場で観客が減少し、余裕があった時代には製作できたB級映画を削減せざるを得なくなり、1本の作品にかける大作主義をとるようになった。
また主人公は、実在の映画プロデューサーエディ・マニックスをモデルにしている。彼はMGMで伝説的なフィクサーとして活躍し、1924年から1962年の間にMGMで制作された全ての映画の予算・収入会計帳簿を管理していた。またキャリアの中で、強制中絶、偽装結婚、その他いくつかの未解決事件のスキャンダルを残している。